# Didelotia letouzeyi
Didelotia letouzeyi är en ärtväxtart som beskrevs av François Pellegrin. Didelotia letouzeyi ingår i släktet Didelotia och familjen ärtväxter. Inga underarter finns listade i Catalogue of Life.